# Карлссон, Пер
Пер Ю́нас Ка́рлссон (швед. Per Jonas Karlsson; 2 января 1986, Стокгольм) — шведский футболист, защитник клуба АИК и национальной сборной Швеции.

## Карьера

### Клубная
Футболом начал заниматься в школе футбольного клуба «Вестерханинге», после чего перешёл в «Васалунд». В 12 лет юного Пера заприметили в стокгольмском АИКе и пригласили в свою академию, в которой он занимался до 2003 года. С начала сезона главный тренер англичанин Ричард Мани начал привлекать его к тренировкам с основной командой. 29 мая Карлссон впервые появился на поле в футболке АИКа, выйдя на 75-й минуте кубкового матча с «Хеккеном» вместо Джимми Таманди. 23 июля состоялся его дебют в чемпионате Швеции. В концовке матча с «Эргрюте» Пер заменил Кристера Нурдина и стал вторым самым молодым игроком АИКа, выходившем на поле в 2003 году в чемпионате страны. В следующем сезоне тренеры предоставляли ему больше игрового времени, но клуб занял 14-е место и опустился в Суперэттан. В 2005 году Пер успел принять участие всего в трёх играх первенства. 1 мая в конце матча третьего тура с «Весбю Юнайтед» получил травму и не смог доиграть встречу. Медицинское обследование выявило поперечный перелом голени, ему была сделана операция, однако восстановление заняло длительное время и до конца сезона он больше на поле не появился. АИК успешно решил задачу возвращения в элиту шведского футбола. Оправившись от травмы Пер приступил к занятиям с командой и подготовкой к очередному сезону, но тренеры приняли решение отправить его в аренду в «Весбю Юнайтед» для получения им игровой практики. За новый клуб в официальных играх Карлссону сыграть не довелось. В одном из тренировочных матчей он неудачно приземлился и сломал руку. «Весбю» по итогам сезона занял 14-е место, а в стыковых матчах уступила «Сириусу» и опустилась в Первый дивизион. Сезон 2007 года вновь провёл в аренде в Суперэттане, но на этот раз в «Отвидаберге». 16 апреля Пер дебютировал за основной состав клуба в матче первого тура против «Норрчёпинга». 28 июня в игре с «Эстером» он забил свой первый мяч в профессиональной карьере, отличившись на 19-й минуте с паса Кристиана Бергстрёма и положив тем самым начало разгрому соперника. В общей сложности за «Отвидаберг» он провёл 27 игр и помог ему занять шестое место в турнирной таблице. По окончании сезона Карлссон вернулся в столичную команду, где главный тренер Рикард Нурлинг, а затем и Микаэль Старе, стали регулярно доверять ему место в стартовом составе. В 2009 году АИК выиграл чемпионат и Кубок Швеции, а весной 2010 года обыграл «Гётеборг» в матче за Суперкубок. В конце октября Пер вновь получил травму и вынужден был пропустить остаток сезона.

### В сборных
Выступал за юношеские и молодёжные сборные Швеции всех возрастов. Впервые в сборную игроков 1986 года рождения был вызван в 2001 году в возрасте пятнадцати лет. 31 августа в матче со сверстниками из Финляндии Пер вышел в стартовом составе, а юные шведы победили со счётом 4:2. 9 октября 2004 года в матче первого квалификационного раунда юношеского чемпионата Европы по футболу 2005 года со сборной Румынии дебютировал в составе юношеской сборной Швеции, составленной из игроков не старше 19 лет. В 2007 года начал вызываться в молодёжную сборную, впервые за которую сыграл 7 сентября 2007 года в Риге со сборной Латвии. В июне 2009 году участвовал в молодёжном чемпионате Европы 2009 года, проходившем в Швеции. В этом турнире молодёжная сборная Швеции дошла до полуфинала, где в серии пенальти уступила Англии. Дебют же в национальной команде состоялся во время зимнего турне сборной Швеции по странам Ближнего Востока в 2010 году. 20 января главный тренер сборной Эрик Хамрен выпустил Пера в стартовом составе на матч против Омана, завершившийся минимальной победой шведов благодаря голу Андерса Свенссона. Во втором матче со сборной Сирии Карлссон остался в запасе.

## Достижения
АИК
- Чемпион Швеции: 2009
- Обладатель Кубка Швеции: 2009
- Обладатель Суперкубка Швеции: 2010
- Победитель Суперэттана: 2005

Молодёжная сборная Швеции]
- Бронзовый призёр молодёжного чемпионата Европы: 2009

## Матчи за сборную
| # | Дата           | Место               | Соперник | Результат | Турнир            |
| - | -------------- | ------------------- | -------- | --------- | ----------------- |
| 1 | 20 января 2010 | «Сиб», Маскат, Оман | Оман     | 1:0       | Товарищеский матч |